# Cape Coral
Cape Coral város az USA Florida államában, Lee megyében. Lakosainak száma 194 016 fő (2020. április 1.).

## Népesség
A település népességének változása:

| 2010 | 154 305 |
| 2020 | 194 016 |